# Эстония на «Евровидении-1997»
Эстония в третий раз приняла участие в телевизионном конкурсе песни Евровидение-1997, который состоялся 3 мая в театре Пойнт в Дублине, Ирландия. Страну представляла юная певица Маарья-Лийс Илус с песней Keelatud maa, написанной Хармо Калласте в соавторстве с Каари Силламаа. Это было вторым участием Маарьи на Евровидение. Годом ранее она уже представляла Эстонию в дуэте с Иво Линна с песней Kaelakee haal, где они заняли пятое место. Также Маарья-Лийс Илус стала первой артисткой из Эстонии, которая представляла свою страну на Евровидение два раза подряд. В финале конкурса Евровидение-1997 она заняла 8-е место, набрав 82 очка. Этот результат позволил Эстонии принять участие в Евровидение-1998. Таким образом, Keelatud maa стала предшественницей заявки 1998 года Mere lapsed в исполнении Койта Тооме. Конкурс был показан на канале ЭТВ с комментариями Юри Пихеля. Глашатаем, объявлявшим очки эстонского жюри, была Хелен Тендре.

## До «Евровидения»
Эстонский национальный финал Eurolaul проводился ЭТВ с 1993 года для выбора артиста и песни. Четвёртый выпуск Eurolaul состоялся 15 января 1997 года в Таллине на площадке Линнахалл. Его ведущими были Марко Рейкоп и Ану Вяльба. Восемь песен принимало участие, в то время, как Маарья-Лийс Илус, Пеару Паулус и Ханна-Лиина Выса исполнили больше, чем одну песню. Голосование было проведено членами международного жюри, ранжировавших конкурсные заявки от 1 до 6 баллов, 8 и 10 баллов. Странами, представившими своих членов жюри, были:
- Испания
- Великобритания
- Италия
- Норвегия
- Швеция
- Германия
- Словения
- Венгрия

По результатам голосования жюри победу одержала Маарья-Лийс Илус с песней Keelatud maa. Она набрала 72 балла.
| Порядок выступления | Исполнитель                                         | Название песни        | Автор(ы)                       | Очки | Место |
| ------------------- | --------------------------------------------------- | --------------------- | ------------------------------ | ---- | ----- |
| 1                   | Маарья-Лийс Илус                                    | Keelatud maa          | Каари Силламаа, Хармо Калласте | 72   | 1     |
| 2                   | Ханна-Лиина Выса и Пеару Паулус                     | Liiga noor, et armuda | Леело Тунгал, Ивар Муст        | 38   | 3     |
| 3                   | Таня                                                | Homme                 | Хельдур Кармо, Хейни Вайкмаа   | 29   | 8     |
| 4                   | Code One                                            | Tantsupalavik         | Каари Силламаа, Микк Тарго     | 38   | 3     |
| 5                   | Ханна Пруули                                        | Üksik hing            | Ханна Пруули                   | 40   | 2     |
| 6                   | Пеару Паулус                                        | Meeletu soov          | Аннели Тыевере, Тоомас Ванем   | 32   | 5     |
| 7                   | Маарья-Лийс Илус, Ханна-Лиина Выса и Анне Вярвиманн | Aeg                   | Каари Силламаа, Прийт Паюсаар  | 31   | 7     |
| 8                   | Кейт                                                | Perpetuum mobile      | Леело Тунгал, Айвар Йоонас     | 32   | 5     |

## На «Евровидении»
В 1997 году Европейский вещательный союз внёс изменения в правила касательно квалификации стран. Согласно новым правилам, к конкурсу допускаются страна-победительница Евровидение-1996 и страны, имевшие высокий средний балл за предыдущие четыре конкурса. Средний балл Эстонии за предыдущие участия составил 48 баллов, что позволило допустить их к участию. Перед конкурсом Эстония, наряду с Великобританией, Германией, Ирландией и Италией оценивалась как один из возможных фаворитов на победу. Букмекеры поставили Маарью на пятое место. Певица выступила под номером 13, между Польшей и Боснией и Герцеговиной. В конце голосования Эстония заработала 82 очка, 12 из которых поступило от Италии, и заняла 8-е место. Это был второй раз, когда страна попала в десятку. Эстонское жюри присудило 12 очков Франции. Хотя Россия не присудила Эстонии никаких баллов, тем не менее, это не помешало ей получить 7 баллов от неё. Дирижёром от Эстонии выступил Тармо Лейнатамм.

### Голосование
| Очки      | Страна                                              |
| --------- | --------------------------------------------------- |
| 12 баллов | - Италия                                            |
| 10 баллов | - Великобритания                                    |
| 8 баллов  | - Дания - Ирландия - Франция                        |
| 7 баллов  | - Германия                                          |
| 6 баллов  | - Австрия - Польша                                  |
| 5 баллов  |                                                     |
| 4 балла   | - Венгрия - Испания                                 |
| 3 балла   | - Словения                                          |
| 2 балла   | - Исландия                                          |
| 1 балл    | - Босния и Герцеговина - Кипр - Португалия - Швеция |

| Очки      | Страна         |
| --------- | -------------- |
| 12 баллов | Франция        |
| 10 баллов | Великобритания |
| 8 баллов  | Ирландия       |
| 7 баллов  | Россия         |
| 6 баллов  | Турция         |
| 5 баллов  | Венгрия        |
| 4 балла   | Словения       |
| 3 балла   | Польша         |
| 2 балла   | Исландия       |
| 1 балл    | Кипр           |